# مايكل هاغان
مايكل هاغان (بالإنجليزية: Michael Hagan)‏ هو لاعب دوري الرغبي أسترالي، ولد في 12 أغسطس 1964.